# Pauli (adelsätt)
Ej att förväxla med Pauli (släkt). Se även förgreningssidan Pauli.
Pauli är en österrikisk adelsätt som naturaliserades och introducerades som svensk adlig ätt 1625 med nr 64, senare (1654) ändrat till nr 96. Den svenska grenen benämns Pauli medan den österrikiska grenen hette Paul. Enligt släkttraditionen skall ätten ha släkten härstamma från Italien varifrån den utvandrade till Kärnten. Äldste säkerställde stamfadern Andrea Pauli var 1523 marktrichter i Malborghet i Kärnten.
Släkten ägde på 1500-talet bland andra gods Nagerschigg, (nuvarande Stiegerhof i Finkenstein am Faaker See) och skrev sig Paul von und zu Nagerschigg.
Blasonering (1598): en sköld, snedt delad i lika delar från vänster nedre till högra öfre hörnet och den nedre hälften åter delad från högra nedre till vänstra öfre delen sålunda, att det understa af dessa fält är hvitt (silver) , det öfre till höger rödt och den andra öfre vänstra hälften helt gul eller guldfärgad., däri synes framåt riktadt, färdigt till rof, ett svart lejon med bakåt krökt svans, öppet gap och röd utsträckt tunga
Hertig Karl II av Inre Österrike lät utfärda ett sköldebrev runt 21/6 1578 för bröderna Jakob och Wolfgang d.ä samt deras brorson Georg. Kejsar Rudolf II utfärdade i Prag ett diplom med tysk-romersk adlig värdighet 21/6 1598 och vapenförbättring för bröderna Jakob och Wolfgang Paul d. ä. samt deras brorsons son Wolfgang Pauli d. y. 
I början av 1600-talet, under trettioåriga kriget, anslöt sig fyra söner till Wolfgang Pauli d. ä. till svenska armen och två flyttade därefter från Kärnten till Sverige. Deras bror Anders bosatte sig i Finland, men blev naturaliserad men ej introducerad och hans ättegren utdog 1671. De nu levande medlemmarna av släkten härstammar från överste Zacharias Pauli som avled 1630.
Hans Pauli (död 1564) var 1542 marktrichter i Malborghet. Gift med Veronika Zenegg (von und zu Scharffenstein).
1. Wolfgang Pauli till Nagerschigg i Kärnthen. Adlad 21 juni 1598 av kejsar Rudolf. Död mellan 1601 och 1603.
  1. Zakarias Wolfgangsson Pauli till Vingsleörs säteri i Lista socken, Södermanlands län, var ryttmästare och överste för rytteriet i Södermanland, Närke och Värmland samt Vadsbo och Valla härader i Västergötland 1630. Gift 1615 på Stockholms slott med drottning Christina den äldres hovjungfru Brita Hård af Segerstad, dotter till ståthållaren Olof Larsson Hård af Segerstad och Catharina Vogtin von Fronhausen.